# باشگاه فوتبال بایرن مونیخ در فصل ۲۴-۲۰۲۳
فصل ۲۴-۲۰۲۳ صد و بیست و پنجمین فصل در تاریخ بایرن مونیخ و پنجاه و نهمین فصل متوالی آنها در لیگ بوندسلیگا آلمان بود . آنها علاوه بر لیگ داخلی ، در جام حذفی، سوپرجام و لیگ قهرمانان اروپا شرکت کردند.
رکورد یازده دوره قهرمانی متوالی بایرن در بوندسلیگا پس از قهرمانی بایرلورکوزن در بوندسلیگا شکسته شد.عدم کسب جام در مسابقات داخلی و عدم قهرمانی در لیگ قهرمانان اروپا باعث شد که بایرن مونیخ برای اولین بار از فصل ۱۲-۲۰۱۱، این فصل را بدون جام سپری کند.